# Лаксо (община)
Община Лаксо (на шведски: Laxå kommun) е разположена в лен Йоребру, централна Швеция с обща площ 741 km2 и население 5580 души (към 31 декември 2013). Административен център на община Лаксо е едноименния град Лаксо.